# Фокусна відстань
Фо́кусна ві́дстань (фокальна відстань) — характеристика оптичної системи, у першому наближенні — відстань від центра оптичної системи до її головного фокуса. 
Позначається здебільшого f і f′, вимірюється в одиницях довжини, метрах, сантиметрах, міліметрах.
Точно фокусну відстань визначають як відстань f від фокуса (F-переднього, F′-заднього) оптичної системи до її головної точки H (H′), визначеної перетином головної площини із головною оптичною віссю.
Головна площина перпендикулярна до оптичної осі. Її розташування можна визначити за місцем перетину двох прямих:
- одна з яких збігається із паралельним до головної оптичної осі променем;
- друга — із його продовженням після заломлення та проходить через фокус F (F′).

Для розсіювальної лінзи фокусна відстань від'ємна. 
Крім лінз поняття фокусної відстані застосовується для увігнутих дзеркал.
Її вимірюють від вершин відбивних поверхонь (точка перетину відбивної поверхні та головної оптичної осі).